# West Bishop (Californie)
West Bishop est une census-designated place du comté d'Inyo, dans l'État de Californie, aux États-Unis,. En 2020, elle compte une population de 2 754 habitants.